# Muzeum Przyrodniczo-Łowieckie w Uzarzewie
Muzeum Przyrodniczo-Łowieckie – muzeum przyrodnicze zlokalizowane w Uzarzewie. Oddział Muzeum Narodowego Rolnictwa i Przemysłu Rolno-Spożywczego ze Szreniawy.

## Muzeum

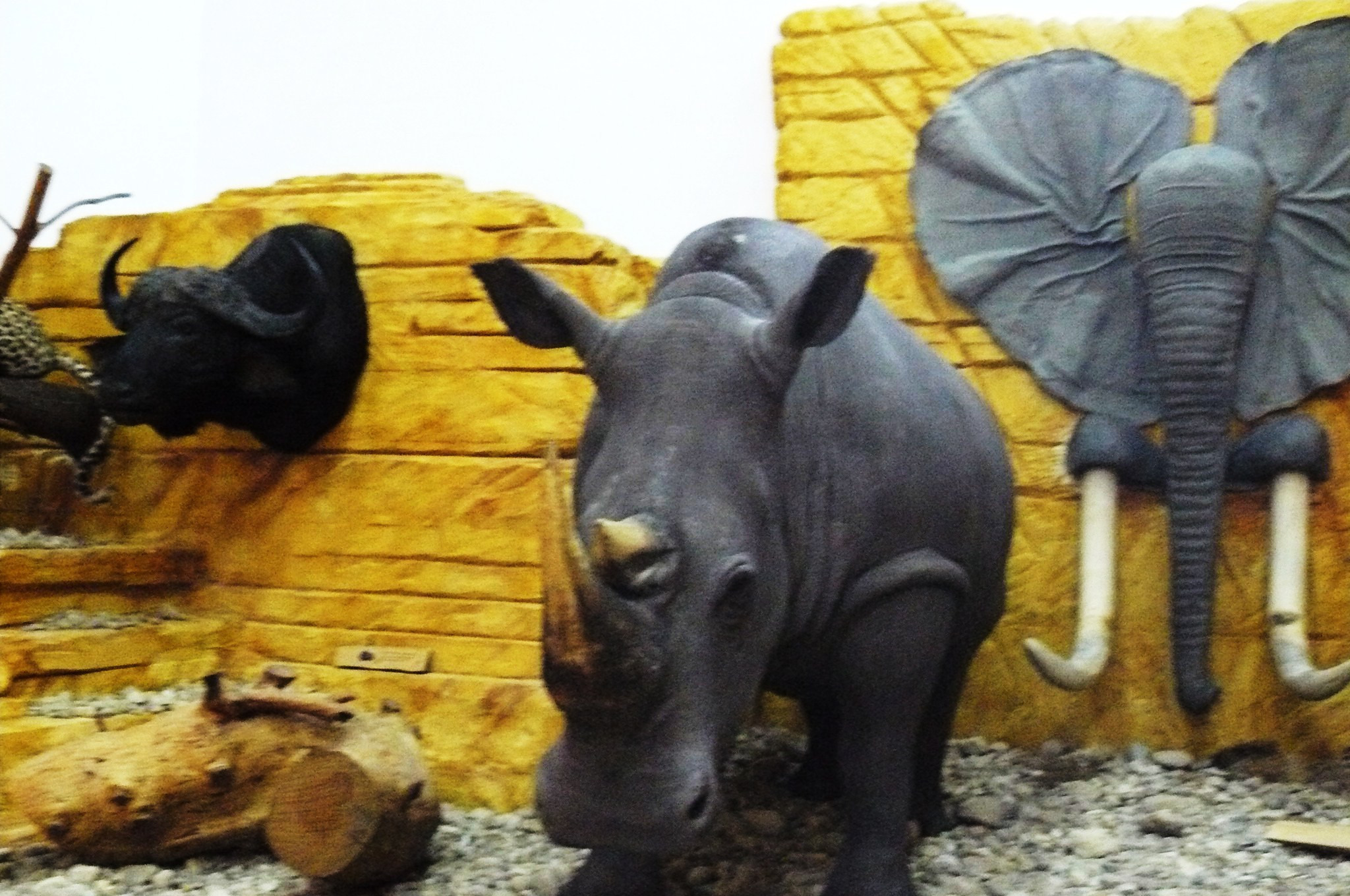
Zwierzęta afrykańskie

Placówka powstała w 1977 (od 1982 jest oddziałem muzeum w Szreniawie) i obrazuje historię łowiectwa i myślistwa Wielkopolski. Inicjatorem założenia była Wojewódzka Rada Łowiecka w Poznaniu. Siedzibą jest dwór z połowy XIX wieku, inne zabudowania folwarczne i park (6 ha). W stajni znajduje się ekspozycja przyrodnicza – Środowiska zwierząt łownych (od 1993). Nowy pawilon prezentuje przekazaną muzeum kolekcję Adama Smorawińskiego (rozbudowany w 2010). Obejmuje ona egzotyczne trofea myśliwskie i kolekcję spreparowanych papug (78 gatunków). Oprócz powyższego w zbiorach znajdują się: myśliwska broń biała i palna, wypchane zwierzęta, trofea medalowe, egzemplarze deformacji poroży, stare dokumenty oraz obrazy i rzeźby o tematyce łowieckiej. W 2022 udostępniona została wystawa stała akwarel profesora Jana Bogumiła Sokołowskiego, ornitologa, twórcy idei praktycznej ochrony ptaków, popularyzatora wiedzy przyrodniczej, pisarza i malarza krajobrazu Wielkopolski.

## Pałac
Eklektyczny obiekt fundacji Józefa Żychlińskiego został zaprojektowany przez artystę z kręgu Stanisława Hebanowskiego. Zbudowany w 1860, a potem rozbudowany (trzykondygnacyjna wieża i skrzydła boczne). Bliski jest architektonicznie willom włoskim. W centrum trójosiowy ryzalit z niewielką attyką. Park stworzony przez Augustyna Denizota, sprowadzonego do Polski przez hrabiego Albina Węsierskiego (zaprojektował też m.in. park w Turwi).